# Geacron
GeaCron es una página web de libre acceso que ha sido Herramienta  complementaria para el estudio de la historia de culturas y de la información contenida en las fuentes documentales, la historiografía o las enciclopedias. Ofrece un atlas histórico interactivo mundial desde el siglo XXX a. C. hasta la actualidad y una herramienta para creación personalizada de líneas de tiempo.
Lo que el creador destaca de GeaCron son sus posibilidades de personalización: «Uno puede generar su propio atlas histórico y su propia historia comparada y se lo puede generar a su medida»

## Historia
La idea surgió a finales de los años 70, cuando su creador, Luis Múzquiz era estudiante de Historia y notó «la falta de una visión general, comparativa y global a la hora de explicar la historia, ya que entonces se hacía de forma atomizada y separada». Para ayudarse en su estudio y entender el contexto, elaboró una serie de anotaciones y cuadros comparativos que comenzaron a formar una pequeña base de datos.
Después de licenciarse en Geografía e Historia, Múzquiz trabajó durante 25 años en el campo de la informática. Fue al principio del siglo XXI, cuando recuperó la idea original y decidió aplicar sus conocimientos informáticos en sistemas de información geográfica (SIG) y su experiencia como Administrador de sistemas, para crear un Atlas histórico interactivo mundial e informatizado. Luis dice que recopiló, estudió y contrastó durante años, todos los mapas que se pusieron a su alcance, para abarcar toda la historia universal desde el siglo XXX a. C.
Según él, ara plasmar la información no pudo utilizar un Sistema SIG porque le faltaba la variable del tiempo, así que tuvo que utilizar OpenLayers con una base de datos vectorial en la que integró los datos históricos con mySQL y desarrolló la funcionalidad que permitía mostrar la evolución de los mapas en el tiempo.
La aplicación usa AJAX, con Apache como servidor web, y PHP y Python como lenguajes de programación.
La primera versión de Geacron en la web se lanza el 10 de mayo de 2011 en inglés, francés y español y ofrece los mapas políticos de la historia de la humanidad desde el año 3000 a. C. hasta la actualidad en los que el usuario puede posicionarse en cualquier zona geográfica, tanto con un mapa de fondo plano o en relieve, hacer zum, navegar en el tiempo, realizar búsquedas y generar enlaces que permiten compartir con otros usuarios la situación geográfica e histórica que se desee.
El 21 de mayo de 2012, se incorpora una herramienta para elaborar líneas de tiempo de forma dinámica y configurable.
El 9 de noviembre de 2013 se lanza Geacron mobile con las versiones, para Teléfono inteligente, iOS y Android.
Hacia julio de 2017 la versión gratuita de Geacron había ido perdiendo muchas de sus funcionalidades como la capacidad de ver los mapas de cada año para sólo poder ver un reducido grupo de años.

## Controversia
Los datos están tomados de distintas fuentes históricas universales, que pueden llegar a ser contradictorias entre sí. Según palabras de Múzquiz: «La historia está sujeta a muchas interpretaciones. No son matemáticas, ni siquiera es geografía que es algo mucho más preciso, hay muchísimas interpretaciones y en el mapa sólo puedo reflejar una situación. Pero somos conscientes de que hay otras opiniones, validas también. Tanto que hemos pensado en sacar varias versiones que reflejen otras interpretaciones».
Así que hay casos en los que el creador ha tenido que tomar la decisión de cuál era la que se representaba en Geacron. Múzquiz reconoce que «lo ideal sería haber contado con expertos» aunque «hubiese sido imposible ponerlos de acuerdo».
Múzquiz ha procurado escoger las «interpretaciones más convincentes» dentro de «lo aceptado y lo que la gente espera ver». Estas decisiones pueden generar controversia y además también puede haber errores humanos, por lo que Geacron está abierto a la colaboración de todos los estudiosos de la historia universal que deseen proporcionar sus conocimientos, sugerir algún tipo de corrección o modificación o hacer cualquier otra clase de contribución a través de la opción de Contacto, que ofrece la propia página.

## Atlas Histórico
Al entrar en la página se muestra directamente un mapamundi de la actualidad, pero se puede introducir cualquier año y ver como eran las fronteras al principio de ese año. El sistema permite posicionarse en cualquier zona geográfica, tanto con un mapa de fondo plano o en relieve, hacer zum y navegar en el tiempo (en pasos de 1, 10 o 100 años).
El mapa utiliza el sistema de proyección Mercator y además de las fronteras de la zona elegida, las batallas y eventos sucedidos durante el año, las ciudades relevantes en la época y las exploraciones y campañas militares en curso ese año. También se crea dinámicamente un enlace (LINK) con la información que el usuario está visualizando, que puede utilizarse para volver a acceder a ese mismo mapa o compartirlo con otros usuarios.
El sistema permite realizar búsquedas por países, ciudades o eventos y a medida que el usuario va escribiendo su entrada, se sugieren los elementos que empiezan por esas mismas letras.
También tiene una funcionalidad de Incrustar (embedding) que permite definir una serie de Iframe que muestren de forma dinámica e interactiva zonas geográficas y su evolución en el tiempo y que pueden ser incrustados libremente en webs temáticas o de prensa digital.

## Líneas de tiempo
El sistema incorpora la funcionalidad de creación de Líneas de tiempo que es accesible pulsando el botón de Go To Timeline que se encuentra sobre la esquina superior izquierda del mapa.
En esta opción se pueden crear líneas de tiempo personalizadas que permiten enmarcar la situación temporal del tema histórico que se desee. Se puede elegir entidades entre diversos criterios (Políticos, militares, arte, filosofía, ciencia, literatura) a distintos niveles de detalle y combinarlos para obtener una visión de contexto, que además se puede complementar con los mapas correspondientes.

## Enlaces a documentos
Los distintos objetos que se muestran en los mapas o las líneas de tiempo, (ciudades, batallas, dinastías, reyes, países, exploraciones, etc.) tienen un enlace asociado, que redirige a una página en la que se muestran enlaces documentales que amplían la información.
inicialmente los enlaces se realizan a la Wikipedia en inglés, pero los creadores pretender evolucionar la página para incluir colaboraciones de universidades e historiadores.